# Стерниты
Стерниты (от др.-греч. στέρνον — грудь) или чихательные вещества — группа отравляющих веществ, раздражающих органы дыхания (ирританты). Под воздействием стернитов возникают чиханье, кашель, загрудинные боли, сильная и неудержимая рвота.
Например, газ OS (олеорезин капсикум), вызывающий все выше перечисленные симптомы, при попадании в открытые глаза, рот или нос.

## Механизм действия стернитов
Попадая в дыхательные пути в виде аэрозоля, стерниты оседают на слизистых оболочках и вызывают болезненное раздражение. Кроме этого, в очагах поражения отмечаются рефлекторные реакции болевого, моторного и секреторного характера в органах, иннервируемых тройничным и блуждающим нервами.
Раздражающее воздействие на верхние дыхательные пути провоцирует учащённое дыхание для освобождения слизистых, а болевые эффекты в нижних дыхательных путях мешают этому. Результатом таких противоположных рефлексов является мучительное удушье.

## Клиника поражения стернитами
Признаки поражения стернитами возникают сразу же после контакта с веществом и сохраняются в течение 10-20 минут после выхода из заражённой атмосферы. Далее постепенно ослабевают и полностью исчезают через 1,5-3 часа. Однако в некоторых случаях симптомы могут сохраняться дни и даже недели.
Основные симптомы:
- жжение в носу и глотке
- резь и боль в глазах
- чувство стеснения в груди
- резкая болезненность за грудиной
- кашель
- мучительное чихание
- обильные выделения из носа
- обильное слезотечение
- слюнотечение
- тошнота
- рвота
- тенезмы

Побочные симптомы:
- головная боль
- подавленность
- возбуждение психики
- боли в животе (при попадании в желудок)

## Некоторые известные стерниты
- Адамсит
- Хлорбензальмалондинитрил
- Дифенилхлорарсин
- Дифенилцианарсин